# Star Wreck: In the Pirkinning
Star Wreck: In the Pirkinning ist ein finnischer Spielfilm aus dem Jahr 2005. Er ist der siebte Teil der Star Wreck-Reihe.

## Inhalt
Pirk, Dwarf und Info sind in der Vergangenheit gestrandet (wie es dazu kam, wird in Star Wreck V erzählt). Sie sollen sich nicht in die Zeitlinie einmischen, tun es aber dennoch, als sie mit Hilfe Russlands das Raumschiff „C.P.P. Potkustart“ (C.P.P. Kickstart = NCC 1701-E) bauen, die P-Fleet (Starfleet) gründen und die Welt erobern. Um dem Problem der Überbevölkerung zu begegnen, versucht Pirk, andere Planeten zu besiedeln, was aber scheitert: Die mit russischer Technologie gebauten Raumschiffe erreichen nur Twist 2 (entsprechend Warp 2) und alle erreichbaren Planeten sind unbewohnbar.
Als sie ein „Madenloch“ finden, gelangen sie dadurch in eine andere Dimension und treffen auf die Raumstation Babel 13 (vgl. Babylon 5). Nachdem sie bemerken, dass sie sich in einem Paralleluniversum befinden, beschließt Pirk, die Parallelwelt-Erde zu erobern und so dem Problem der Überbevölkerung zu begegnen. Die Babel 13-Crew erfährt von diesem Plan und versucht, Pirk zu stoppen, was in einer wilden Schießerei endet. Als sich abzeichnet, dass Babel 13 diesen Kampf verlieren wird, bietet Sherrypie (Sheridan) die Kapitulation und die Überprüfung der Jungfräulichkeit von Ivanowitsa (Ivanova) an, um Zeit zu schinden. Pirk stimmt zu und begibt sich, und mit ihm die Hälfte der Crew seiner gesamten Flotte, auf Babel 13, auch wenn Dwarf vor dieser offensichtlichen Falle warnt.
Es kommt, wie es kommen muss: Die von Sherrypie gerufene Verstärkung erscheint, was zu weiteren Zerstörungsorgien führt. Pirk gelingt es, von Babel 13 zu fliehen. Bei den Kämpfen verliert Pirk den Großteil seiner Flotte und auch die „C.P.P. Potkustart“ an seine Gegner, die jedoch durch den Kampf völlig aufgerieben wurden. Als sich die erneute Niederlage abzeichnet, deaktiviert der Sicherheitschef von Babel 13, Garybrandy (Garibaldi), die Kühlsysteme der Station, um Pirks restliche Flotte zu zerstören. Sherrypie lockt Pirk näher an Babel 13 heran, der erkennt aber diesmal die Falle und versucht, auf der beschädigten „Kalinka“ (NCC-1701-A) zu entkommen. Da nun nicht mehr die Notwendigkeit besteht, Babel 13 in die Luft zu jagen, versucht Garybrandy, die Kühlsysteme wieder einzuschalten – und scheitert: Babel 13 wird in einer gewaltigen Explosion zerstört und reißt alle verbliebenen Schiffe Pirks mit sich. Alle außer der „Kalinka“, die sich durch das „Madenloch“ retten kann.
Als sie wieder in ihre Dimension zurückgekehrt sind, droht ihnen sofort neues Ungemach, da die „Kalinka“ auf die Erde abstürzt. Info stellt fest, dass sich das „Madenloch“ im Raum und in der Zeit bewegt hat und dabei die Erde erreichte. Es gelingt Pirk, Dwarf und Info auf die Oberfläche zu beamen, der Rest der Crew schlägt mit der „Kalinka“ hart auf. Pirk, Dwarf und Info sitzen dann in einer Eiswüste fest, von der Info meint, dass es sich dabei um Hawaii handelt, 11.000 Jahre bevor sie von der Erde aus gestartet waren.
Der Film endet damit, dass Info die Möglichkeit erwägt, dass er in einem Sleep-Modus das 21. Jahrhundert erreichen und dort versuchen könnte, die Invasion der P-Fleet in das Spiegeluniversum zu verhindern und sie so alle zu retten. Allerdings sieht man beim Wegzoomen ins All, dass Info sich in Bezug auf Zeit und Ort irrt: Sie sind in Kanada (zu erkennen an den großen Seen) und zeitlich nach dem Invasionsversuch, da man das Raumdock sieht, aus dem die Flotte gestartet ist – allerdings ist es zerstört.

## Hintergrund
„Star Wreck – In the Pirkinning“ wurde als erster Teil der seit 1992 erschienen Star-Wreck-Reihe in voller Spielfilmlänge produziert. Sämtliche sechs Vorgängerwerke waren Kurzfilme. Seit einigen Jahren arbeitet das Produzententeam an zwei Fortsetzungen, dem Kurzfilm Star Wreck: Timecrash, der 2018 erscheinen soll sowie einem weiteren Langfilm namens Star Wreck – The Motion Picture. Inhaltlich handelt es sich hierbei um eine Parodie auf die SF-Serien Raumschiff Enterprise – Das nächste Jahrhundert und Babylon 5.
Seine Produktion, die nur dank Spenden und zahlreicher ehrenamtlicher Mitarbeit möglich war, dauerte über 7 Jahre und fand zu einem großen Teil in einem selbst eingerichteten Blue-Box-Studio in der Wohnung des Produzenten statt. Trotz des begrenzten Budgets erreicht der Film eine erstaunliche Qualität. Vor allem die komplett selbst produzierten Spezial- und CGI-Effekte und die Filmmusik reichen an professionelle Standards heran.
Die wichtigsten Rollen des Filmes sind mit Laien-Schauspielern besetzt, die entweder aus dem unmittelbaren Bekanntenkreis der Produzenten stammen oder auf der Straße ausgesucht und angesprochen wurden. Zusätzlich konnten auch einige prominente finnische Schauspieler (zum Beispiel Kari Väänänen und Karoliina Blackburn) für Gastauftritte gewonnen werden.
Der 103 Minuten lange Film steht unter der Creative Commons (by-nd-nc)-Lizenz und konnte, wie auch alle sechs Vorgänger, von der offiziellen Seite kostenlos heruntergeladen werden. Der Film wurde zunächst im AVI-Format zum Herunterladen bereitgestellt. Eine frühe DVD-Fassung wurde in Russland und Finnland vertrieben. Nachdem in den USA und dem UK ein DVD-Distributor für den Film gefunden wurde, wurde der Downloadlink von der Webseite entfernt. Archive.org behält aber eine Fassung in diversen Formaten vorrätig. Zudem befindet sich seit einiger Zeit ein Stream auf der offiziellen Website.